# Дьенеш, Валерия
Валерия Дьенеш (венг. Dienes Valéria, урожд. Валерия Гайгер (Geiger); 25 мая 1879, Сексард — 8 июня 1978, Будапешт) — родоначальница свободного танца и танца модерн в Венгрии. Изучала математику, философию и эстетику в Католическом университете Петера Пазманя, занималась психологией в Сорбонне, где её профессорами были Анри Бергсон и Пьер Жане; получила степень доктора философии. Опубликовала две книги по психологии, став, тем самым, у истоков этой науки в Венгрии. Переводила труды Бергсона.
Особое влияние на неё оказал танец Айседоры Дункан, чьи первые сольные концерты состоялись в Будапеште в начале XX века, и гимнастика брата Дункан Раймонда. Дьенеш, с её психолого-эстетическим образованием, поняла неисчерпаемые возможности свободного танца для развития человека. За долгие годы работы в этой области — с 1912 по 1944 — ей удалось создать своё собственное направление, названное ею орхестикой (Orkesztika), где нашлось место не только танцу, но и поэзии, истории, религии, хоровому движению, импровизации, наконец, её собственному методу преподавания. В 1915-1944 годах (за исключением эмиграции в 1919-1923) возглавляла Школу орхестики.
Валерия Дьенеш работала как танцовщица и хореограф, создавала танцы на музыку (Барток, Бетховен и др.) и поэзию (Михай Бабич, Рабиндранат Тагор и др.). В апреле 1917 года она поставила самый первый спектакль «венгерского свободного танца». Затем последовали «Принцесса, которая никогда не смеялась» (1919, на музыку Ги Коза), танец о послевоенной жажде мира «Ожидание рассвета» (1925, на средневековую греческую музыку), «Три портрета поэтов» (1930), танцы на библейские мотивы, исторические драмы — «Святой Эмерик» (1930), «Дама роз» (1932), «Судьба ребёнка» (1935) и другие.
Работу «матери-основательницы» венгерского свободного танца продолжили ученики — Шара Берчик, Ева Ковач, Гедеон Дьенеш, Агнеш Соллоши, Юдит Карман и другие. Несмотря на то, что в коммунистической Венгрии студии свободного танца были закрыты, благодаря усилиям второго и третьего поколения танцоров — традицию удалось сохранить. В 1990-е годы восстановление венгерской пластической школы стало задачей группы из Будапешта «1 More Movement Theatre» и Фонда Орхестики, созданного для сбережения культурного наследия Валерии Дьенеш.
Сын — Золтан Пал Дьенеш (1916—2014), венгерский математик, психолог и педагог.